# Causus rhombeatus
Espèce
Synonymes
- Sepedon rhombeata Lichtenstein, 1823

Causus rhombeatus est une espèce de serpents de la famille des Viperidae.

## Répartition
Cette espèce se rencontre :
- au Sénégal, en Gambie, en Guinée-Bissau, en Guinée, en Sierra Leone, au Liberia, en Côte d'Ivoire, au Ghana, au Togo, au Nigeria ;
- au Cameroun, en Guinée équatoriale, en République centrafricaine, en République du Congo, en République démocratique du Congo ;
- au Soudan du Sud, en Éthiopie, en Somalie, au Kenya, en Ouganda, en Tanzanie, au Rwanda, au Burundi ;
- au Mozambique, au Malawi, en Zambie, en Angola, en Namibie, au Botswana, au Zimbabwe, au Swaziland et en Afrique du Sud.

## Publication originale
- Lichtenstein, 1823 : Verzeichniss der Doubletten des Zoologischen Museums der Königlichen Friedrich-Wilhelm-Universität zu Berlin nebst Beschreibung vieler bisher unbekannter Arten von Säugethieren, Vögeln, Amphibien und Fischen. Königlich Preussische Akademie der Wissenschaften, Berlin, p. 1-118 (texte intégral).